# Cyathocoma bachmannii
Cyathocoma bachmannii là một loài thực vật có hoa trong họ Cói. Loài này được (Kük.) C.Archer mô tả khoa học đầu tiên năm 1997.